# Mycomya amurensis
Mycomya amurensis är en tvåvingeart som beskrevs av Vaisanen 1984. Mycomya amurensis ingår i släktet Mycomya och familjen svampmyggor. Inga underarter finns listade i Catalogue of Life.